# 1e congresdistrict van Alabama

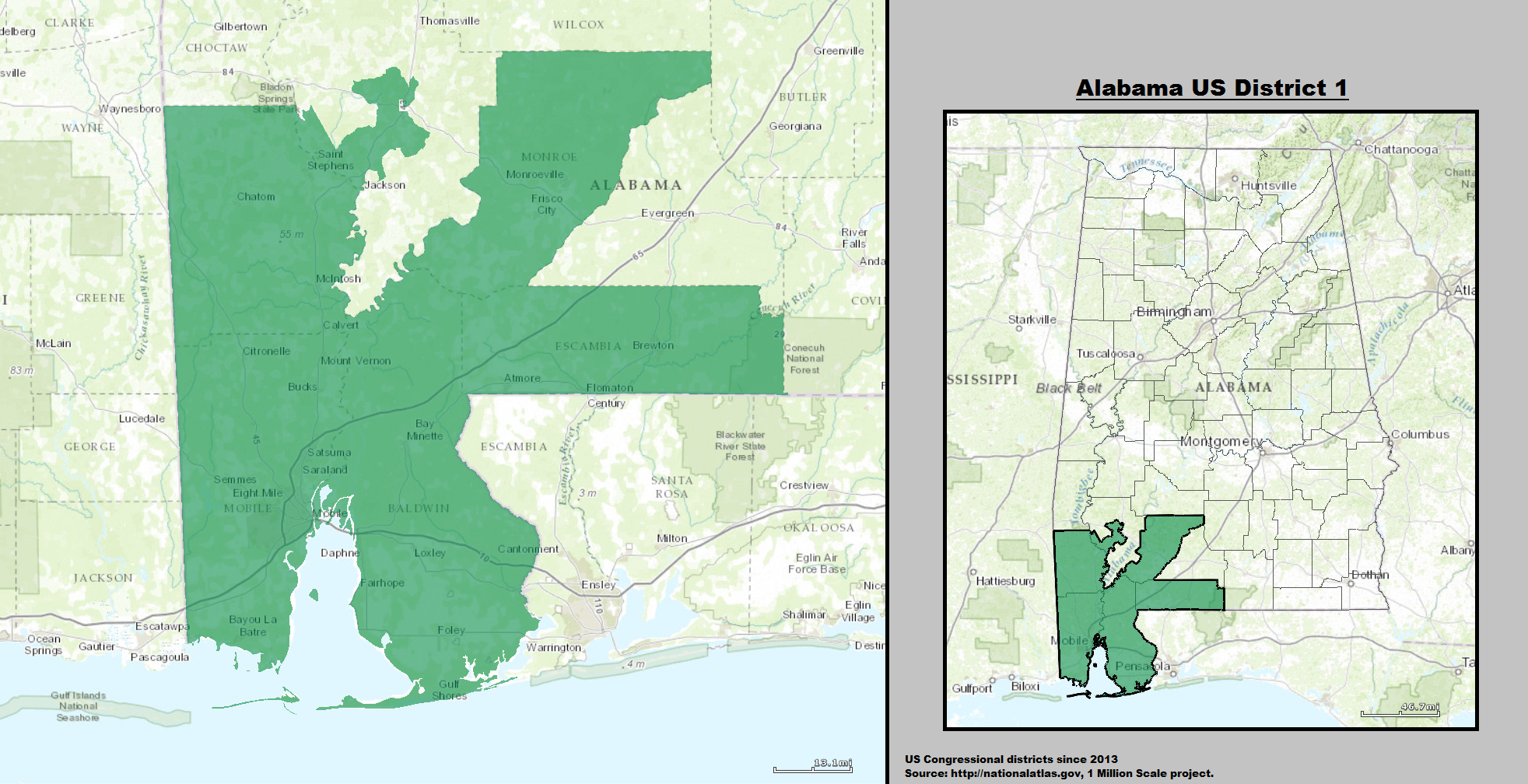
De locatie van het district in de staat Alabama.

Het 1e congresdistrict van Alabama is een kiesdistrict voor het Amerikaanse Huis van Afgevaardigden. Het district bevat de county's Mobile, Washington, Escambia, Baldwin en Monroe. Ook bevat het een deel van Clarke County. Sinds 17 december 2013 is Republikein Bradley Byrne de afgevaardigde voor het district. 

## Presidentsverkiezingen
| Jaar | Resultaten                          | Winnende partij | Winnende partij      |
| ---- | ----------------------------------- | --------------- | -------------------- |
| 2000 | George W. Bush 60% - Al Gore 38%    |                 | Republikeinse Partij |
| 2004 | George W. Bush 64% - John Kerry 35% |                 | Republikeinse Partij |
| 2008 | Barack Obama 39% - John McCain 61%  |                 | Republikeinse Partij |
| 2012 | Mitt Romney 62% - Barack Obama 37%  |                 | Republikeinse Partij |
| 2016 | Donald Trump - Hillary Clinton      |                 | Republikeinse Partij |